# Sonnabendskreis
Der Sonnabendskreis (1988–1989) war eine inoffizielle, nichtstaatliche und außerkirchliche Zusammenkunft des organisierten Widerstandes subversiver Gruppen bzw. der gegen den SED-Staat gerichteten Opposition in der DDR in Leipzig.

## Geschichte und Funktion
Er traf sich jeweils am 3. Sonnabend des Monats (also zwischen dem 15.-21. eines Monats) in Leipzig. Das erste Treffen fand am 20. August 1988 statt. Die Einladungen geschahen mündlich, um nur Vertrauenspersonen zuzuziehen.

„Einmal im Monat trafen sich seit Sommer 1988 in Leipzig Vertreter von mehr als 40 Gruppen. Nicht der Einzelne, sondern der organisierte Zusammenschluss und dessen gemeinschaftliches Handeln gegen die Herrschenden, war das Politikum.“

Der Zweck des Treffens war die DDR-weite Vernetzung von Gruppen und aktiven Einzelpersonen, um einen schnellen und überwachungsfreien Austausch zwischen den Gruppen, Meldungen von Übergriffen der Staatsorgane und Kontakte mit der Westpresse zu gewährleisten.
Zu den Erstmitgliedern zählten die Bürgerrechtler Thomas Rudolph und Rainer Müller. Weitere Mitbegründer waren Bernd Oehler, Till Böttcher und Peter Grimm.

„Der seit Sommer 1988 monatlich stattfindende Sonnabendskreis mit zahlreichen Gruppen, vor allem aus dem Süden der "DDR" hatte auch den Zweck, Texte abzustimmen, zu verbreiten und einen relevanten Rückfluss an Zustimmungen zu erzeugen, der den Texten Gewicht verleihen konnte. Überdies hatte der Sonnabendskreis die Funktion, Menschen zu motivieren, am Montag nach Leipzig zu kommen.“

Der Sonnabendskreis blieb unerkannt, obwohl bis zum letzten Treffen des Sonnabendskreises am 17. März 1990 nachweislich mindestens drei Inoffizielle Mitarbeiter teilgenommen hatten.
Hinweise häufen sich zum Beispiel in den Dokumenten des Ministeriums für Staatssicherheit über Rainer Müller, einen der beteiligten Organisatoren (OV "Märtyrer").
In den sogenannten Quartalseinschätzungen werden regelmäßig auch Informations-Veranstaltungen genannt, die nach dem Datum unschwer jeweils als der regelmäßige 3. Sonnabend eines Monats erkennbar sind.
Es wurden Basisgruppenvertreter eingeladen, es wurde von einem "internen" überregionalen Treffen oder vom "konspirativen Treffen feindlich-negativer Kräfte" oder von "streng internen" Treffen berichtet.
Die Staatssicherheit erkannte jedoch offenbar keinen regelmäßigen Zusammenhang.
Die IMs geben mehrfach an, es sei eine Veranstaltung im Theologischen Seminars Leipzig (ThSL) gewesen. Orte waren z. B. die Gemeinderäume von Pfarrer Rolf-Michael Turek, später von Pfarrer Christoph Wonneberger an der Lukaskirche. Mehrere Treffen fanden in einem Studentenwohnheim des Theologischen Seminars Leipzig statt, das Rainer Müller u. a. unter dem Vorwand einer persönlichen Geburtstagsfeier angemietet hatte. Die Einschätzung der IMs war immer, es handle sich um eine „Informationsveranstaltung“. Dass auch Aktionen vorbereitet wurden, konnte nicht immer wahrgenommen werden, blieb zumindest ohne Konsequenzen. So diente ein Treffen z. B. der Vorbereitung des Straßenmusikfestivals in Leipzig, konspirativ konnten DDR-weit die Musiker und auch Künstler für Straßentheater eingeladen werden.
Da es keine explizite Programmatik gab, keine Hierarchie, keinen Gruppenzwang, keine ideologischen Vorgaben, wurden keine höheren staatlichen Stellen aufmerksam, obwohl es bis zu 50 Anwesende gab. Zum Beispiel verabredeten sich einige aus der Gruppe in einer Pause, um im Park einen Text zu verfassen. Später wurde darüber abgestimmt. Durch solche Vorsicht waren letztlich nie Einzelne dingfest zu machen.
Durch diese Freiheit von Zensur wurde dieser Kreis zur wichtigen Anlaufstelle und Ideen-Schmiede für die sich entwickelnde Friedliche Revolution in Leipzig. Teilnehmer kamen unter anderem aus Umweltbibliotheken, aus dem „Konziliaren Prozeß“, aus der Arbeitsgruppe Menschenrechte, dem Arbeitskreis Gerechtigkeit Leipzig und weiteren subversiven bzw. Basis-Gruppen sowie (aus/von) Redaktionen „innerkirchlicher“ und unabhängiger Zeitschriften.
Gemeinsam wurden Demonstrationsaufrufe, Beiträge zur innerkirchlichen Auseinandersetzung oder theoretische Themen behandelt und aufgearbeitet. Eines der Medien, die sich von Anfang an zur Verfügung stellten, war die Zeitschrift Grenzfall von Peter Grimm.
Der Sonnabendskreis unterzeichnete nie als Gruppe; es unterzeichneten immer die jeweils betroffenen oder agierenden Gruppen oder die sie repräsentierenden Einzelpersonen, wodurch der Zusammenhang anonym und unangreifbar blieb.

## Radio- und Fernseh-Dokumentation
- Dirk Glomptner: Der Sonnabendskreis als zentraler Koordinationskreis der 89er Graswurzelrevolution. Interview mit Georg Dehn bei freie-radios.net (Audiobeitrag mit Kurztext, 14:53 min, 34 MB, Format: mp3)
- Peter Grimm / Frank Wolfgang Sonntag: Der Einfluss des Theologischen Seminars Leipzig auf die Bürgerrechtsbewegung der DDR im Magazin FAKT der ARD vom 7. Oktober 2014, 21:45 Uhr.